# Gaspar Azevedo
Pour les articles homonymes, voir Azevedo.
José Gaspar da Silva Azevedo est un footballeur portugais né le 1er juin 1975 à Santo Tirso. Il évolue au poste de défenseur.

## Biographie
Gaspar joue principalement en faveur du FC Alverca, du Gil Vicente, du CF Belenenses et du Rio Ave.
Il est sacré champion du Portugal en 1998 avec le FC Porto.
À l'issue de la saison 2009/2010, Gaspar possède à son actif un total de 303 matchs en 1re division portugaise et un total de 17 matchs en Ligue 1.

## Carrière
- 1994-1995 : CD Trofense  Portugal
- 1995-1996 : FC Tirsense  Portugal
- 1996-1997 : Vitória Setubal  Portugal
- 1997-1998 : FC Porto  Portugal
- 1998-1999 : Leça FC  Portugal
- 1999-2000 : FC Alverca  Portugal
- 2000-2001 : Paços de Ferreira  Portugal
- 2001-2002 : FC Alverca  Portugal
- 2002-2004 : Gil Vicente FC  Portugal
- 2004-2005 : AC Ajaccio  France
- 2005-2007 : CF Belenenses  Portugal
- 2007-2012 : Rio Ave  Portugal
- 2012- : Sporting Covilhã  Portugal[1],[2]

## Palmarès
- Champion du Portugal en 1998 avec le FC Porto
- Vainqueur de la Coupe du Portugal en 1998 avec le FC Porto

## Statistiques
À l'issue de la saison 2009-2010
- 1 match et 0 but en Ligue des Champions
- 303 matchs et 19 buts en 1re division portugaise
- 48 matchs et 6 buts en 2e division portugaise
- 17 matchs et 0 but en Ligue 1